# شهرستان نوربوتن
شهرستان نوربوتن (به سوئدی: Norrbottens län) یکی از شهرستان‌های کشور سوئد است که در شمالی‌ترین نقطه این کشور واقع شده است و با شهرستان وستربوتن و خلیج بوتنی و همچنین کشور فنلاند مرز مشترک دارد.
یک چهارم از مساحت کشور سوئد متعلق به این شهرستان است.
نام نوربوتن در جای دیگر برای سرزمین نوربوتن نیز استفاده شده است که این سرزمین در بخش شرقی این شهرستان واقع شده است و باقی آن تقریباً متعلق به سرزمین لاپلند می‌باشد.
مرکز این شهرستان شهر لولئا است.